# Paul McHale
Paul Francis McHale, Jr. (Bethlehem, 26 luglio 1950) è un politico statunitense, membro della Camera dei Rappresentanti per lo stato della Pennsylvania dal 1993 al 1999 e successivamente assistente del Segretario della Difesa sotto l'amministrazione Bush.

## Biografia
Nato a Bethlehem, McHale studiò alla Lehigh University e si laureò in giurisprudenza all'Università di Georgetown. Arruolatosi nelle riserve dei marines, combatté la guerra del Golfo e prese parte all'Operazione Desert Shield. Per il suo servizio militare, McHale fu insignito di varie onorificenze tra cui la Bronze Star Medal e la Legion of Merit.
Entrato in politica con il Partito Democratico, nel 1982 fu eletto all'interno della Camera dei rappresentanti della Pennsylvania, la camera bassa della legislatura statale, dove rimase per otto anni.
Nel 1992 si candidò alla Camera dei Rappresentanti e venne eletto, sconfiggendo il repubblicano Donald Ritter. McHale fu riconfermato negli anni successivi per altri due mandati, fin quando nel 1998 annunciò la sua intenzione di non ricandidarsi nuovamente e di lasciare il Congresso.
Nel 2003 il Presidente George W. Bush scelse McHale come assistente del Segretario della Difesa per la Difesa Interna. McHale rivestì la carica per sei anni, fino al termine dell'amministrazione Bush.